# Solveig Slettahjell
Solveig Slottahjell (Bærum, 2 aprile 1971) è una cantante norvegese.

## Biografia
Solveig Slettahjell ha mosso i primi passi nella scena jazz della capitale norvegese alla fine degli anni '90, quando è entrata a far parte del complesso Squid e ha fondato il suo gruppo Slow Motion Orchestra con il bassista Mats Eilertsen, il batterista Per Oddvar Johansen, il trombettiere Sjur Miljeteig e il pianista Morten Qvenild, che sono rimasti i suoi musicisti di riferimento.
La cantante è salita alla ribalta nel 2004 con l'album Silver, che ha raggiunto la 23ª posizione nella classifica norvegese e che le ha fruttato un premio Spellemann, il principale riconoscimento musicale norvegese, per il miglior album jazz dell'anno. Verrà candidata nuovamente per Pixiedust (2005), Tarpan Seasons (2009) e Jazz at Berlin Philharmonic II - Norwegian Woods (2014).
Il suo album natalizio del 2008 Natt i Betlehem è stato il suo primo ingresso nella top ten nazionale, dove ha raggiunto il 5º posto. Il disco ha venduto 22 000 copie in Norvegia, superando la soglia del disco d'oro. Da allora ha piazzato altri tre album in top ten: Tarpan Seasons e Arven al 5º posto rispettivamente nel 2009 e nel 2013, e Antologie alla 6ª posizione nel 2011.

## Discografia

### Album in studio
- 2001 – Slow Motion Orchestra
- 2004 – Silver
- 2005 – Pixuedust
- 2006 – Good Rain
- 2007 – Domestic Songs
- 2008 – Natt i Betlehem (con Tord Gustavsen e Sjur Miljeteig)
- 2009 – Tarpan Seasons
- 2011 – Antologie
- 2013 – Arven
- 2014 – Jazz at Berlin Philharmonic II - Norwegian Woods (con gli In the Country, Bugge Wesseltoft e Knut Reiersrud)
- 2015 – Trail of Souls (con Knut Reiersrud)
- 2015 – Jul på orkesterplass (con i Kringkastingsorkestret, Anita Skorgan, Rim Banna, Sondre Bratland e Rikard Wolff)
- 2016 – Poetisk tale

### Album live
- 2018 – Live at Victoria

### Singoli
- 2007 – We Were Indians
- 2007 – This Is My People
- 2014 – I'll Be Home for Christmas
- 2015 – Borrowed Time (con Knut Reiersrud)
- 2017 – Come Healing
- 2018 – A Day
- 2020 – I Lost My Sugar in Salt Lake City